# Samsung Galaxy S24
Samsung Galaxy S24 Series（サムスンギャラクシーS24シリーズ）は、サムスン電子フラッグシップモデルのGalaxy Sシリーズとして設計、開発、販売された Android ベースのスマートフォンシリーズである。Galaxy S23シリーズの後継機となる。

## 沿革
Galaxy S24 シリーズは2024年1月18日に発表され、日本では2024年4月3日に発表された。日本では従来通りNTTドコモ、auから発売されるほか、S23シリーズではS23 Ultraの1TBモデルのみ販売されたメーカーモデルも同時に発売される予定であり、S23シリーズではS23を販売している楽天モバイルでは現時点では発表されていない。日本ではS24とS24 Ultraが設定され、S24+は設定されない。
Galaxy S24 FEはグローバルで2024年9月26日に発表された。

（日本では2024年12月12日に発表、12月26日に発売。）

## 主要項目

### Galaxy AI
Galaxy S24シリーズには、デバイス上のAI（小型版AIのGemini Nano経由）とクラウドベースのAI（Gemini Pro経由）を利用したスマート機能が活用できる。

#### Googleの「かこって検索」
かこって検索（Circle to Search）は、どのアプリケーションからでも、ホームボタンかナビゲーションバーを長押しした後、アプリ内の情報を丸で囲むか、なぞるか、タップすれば、現在のアプリを離れることなくGoogle検索を実行できる。
この機能は、特に「Galaxy S24 Ultra」の「Sペン」があれば非常に便利に使える。

#### Generative Edit
Generative Editは「Googleフォト」の「編集マジック」機能に似ており、プロレベルの編集スキルがなくても複雑な編集ができる。サムスンのGenerative Editでは、写真の中の被写体を長押しして、移動、サイズ変更、削除ができる。この新しい編集機能では、背景塗りつぶし機能を使って画像の拡大や改善も可能で、画像を切り取ったり切り抜いたりするだけで、このAI機能を利用できる。

#### Live Translate
Galaxy S24には、翻訳機能の「Live Translate」を実装。
Galaxy AIがオンデバイスで(クラウドを通さずにスマホ単体で)翻訳し、通話中に音声で聞いたりテキスト形式でスマホに表示が可能。日本語にも対応している。通話相手の機種は問わず、Galaxy S24内のみで翻訳は完結できる。
Galaxy S24 シリーズ全機種搭載。

##### 詳細機能
- 翻訳後の声色や速度を変更可能
- 相手には自分の声と翻訳音声を両方聞かせるか、翻訳のみ聞かせるか(自分の声をミュートするか)選択可能
- 登録した連絡先に合わせて、相手の言語を登録可能
- 通話中に翻訳したい場合には、「Call Assist」ボタンを選択

と、いろいろカスタマイズ可能。

#### Transcript Assist
「Transcript Assist（トランスクリプト アシスト）」では、録音した声をAIがテキストでメモし、それを要約してくれます。会議の議事録作成などに重宝しそう。
さらに要約した内容を別の言語に翻訳することも可能。

### バッテリー
「Galaxy S24 Ultra」、「Galaxy S24+」、「Galaxy S24」のバッテリー容量は、5000mAh、4900mAh、4000mAhである。
「Galaxy S24 Ultra」と「Galaxy S24+」の急速充電も最大45W。(30分で約65%まで充電可能)
「Galaxy S24」の急速充電は最大25W。

### CPU
Galaxy S24シリーズでは全モデルにQualcomm製のCPU「Snapdragon 8 Gen 3」が搭載された。Snapdragon 8 Gen 3は高いパフォーマンスを発揮するようにGalaxy仕様にカスタムされている。CPU性能は約20%、GPU性能は約30%向上。（Galaxy S24 UltraとGalaxy S23 Ultraとの比較）
なおアメリカ、カナダ、中国、香港、台湾、日本以外の国で販売するGalaxy S24とGalaxy S24+には、2023年10月に発表されたSamsungの独自チップ「Exynos 2400」が搭載されている。

### カメラ
カメラのレンズを切り替えると画質が荒くなるという不具合がアップデートで解消された。
- スペックはS23シリーズから踏襲されている部分が多い。
- S24 Ultraは先代のS23 Ultraに搭載されていた10倍光学ズームレンズは廃止され、代わりに5倍光学ズームレンズが搭載されている。ただし、画素数は向上しており、デジタルズーム100倍にも引き続き対応している。

#### AIカメラ
Galaxy S24およびS24 Ultraのカメラには、Galaxy初のAIカメラを搭載。Samsung独自の生成AIモデル「ISOCELL Zoom Anyplace」を搭載した。
- AIが被写体を拡大・追跡
- 全画面とズームを同時に撮影

### Sペン
Galaxy S24 Ultraに内蔵されている。メモ書き・描画時のペンとしての役割以外にも、写真撮影時の遠隔シャッターリモコンなどの機能を有している。

### ソフトウェア
Galaxy S24シリーズは、Android 14をベースにしたOne UI 6.1のソフトウェアを搭載しリリースされた。Android OSのアップデートについては、サムスンは7年間のAndroid OSのメジャーアップデートとセキュリティアップデートを保証し、合計7年間のアップデートを提供される。

## カラーバリエーション
Galaxy S24シリーズは数多くのカラーを備えており、中にはメーカーサイト（オンラインショップ）限定のカラーも存在している。以下の表では設定されるモデル及びにカラーを示しており、太字になっているものは日本で設定されているモデル及びにカラーである。
| Galaxy S24 | Galaxy S24       | Galaxy S24+ | Galaxy S24+      | Galaxy S24 Ultra | Galaxy S24 Ultra |
| Color      | Name             | Color       | Name             | Color            | Name             |
|            | Onyx Black       |             | Onyx Black       |                  | Titanium Black   |
|            | Marble Grey      |             | Marble Grey      |                  | Titanium Grey    |
|            | Amber Yellow     |             | Amber Yellow     |                  | Titanium Yellow  |
|            | Cobalt Violet    |             | Cobalt Violet    |                  | Titanium Violet  |
|            | Jade Green       |             | Jade Green       |                  | Titanium Green   |
|            | Sapphire Blue    |             | Sapphire Blue    |                  | Titanium Blue    |
|            | Sandstone Orange |             | Sandstone Orange |                  | Titanium Orange  |

### Galaxy S24
Onyx Black（オニキス・ブラック）、Marble Grey（マーブル・グレー）、Cobalt Violet（コバルト・バイオレット）、Amber Yellow（アンバー・イエロー）の4色が設定されており日本ではマーブル・グレーを除く3色が設定され、auとメーカーモデルで用意される512GBモデルではオニキス・ブラックのみの設定となり、auではコバルト・バイオレットは設定されない。
また、オンライン限定カラーとしてJade Green（ジェイド・グリーン）、Sandstone Orange（サンドストーン・オレンジ）、Sapphire Blue（サファイア・ブルー）も用意されているが日本では設定されない。

### Galaxy S24+
カラーバリエーションはS24に準ずるが、日本ではS24+自体が設定されない。

### Galaxy S24 Ultra
Titanium Black（チタニウム・ブラック）、Titanium Gray（チタニウム・グレー）、Titanium Violet（チタニウム・バイオレット）、Titanium Yellow（チタニウム・イエロー）の4色が設定されており日本ではチタニウム・イエローを除く3色が設定され、512GBと1TBモデルはチタニウム・ブラックのみの設定となり、auではチタニウム・バイオレットは設定されない。
また、オンライン限定カラーとしてTitanium Blue（チタニウム・ブルー）、Titanium Green（チタニウム・グリーン）、Titanium Orange（チタニウム・オレンジ）も用意されているがこちらも日本では設定されない。

## その他

### チタニウム（チタン）
Galaxy S24 Ultraではシリーズ初のチタン素材をフレームに使用しており、カラーによっては背面パネルとチタンフレームのカラーが異なるものもある。チタン素材から高級感、堅牢性、耐久性と軽さを感じることが可能。

### ゴリラガラス
Galaxy S24 Ultraにはコーニングの最新「Corning® Gorilla® Armor」が独占適用され一般的なガラス表面と比較して反射を最大75%まで低減し、ほぼどのような状況においても画面からの反射を最小限に抑えて可読性を高めることが可能。